# Raphaël Voltz
Pour les articles homonymes, voir Voltz.
Raphaël Voltz, né le 2 mars 1971 à Strasbourg, est un athlète handisport français de tir sportif. Il est spécialisé dans le tir à la carabine à 10 m et 50 m. Multiple champion de France, triple champion d'Europe et triple champion du monde, il a également participé aux Jeux paralympiques de Sydney en 2000, de Pékin en 2008 et de Londres en 2012.

## Biographie
Raphaël Voltz a grandi à Strasbourg puis à Schiltigheim dans la banlieue de Strasbourg.
Grand passionné de football il a joué au Sporting Club de Schiltigheim jusqu'à l'âge de 13 ans avant que sa famille déménage pour Geudertheim, un petit village situé à une vingtaine de kilomètres au nord de Strasbourg, ou il continuera à jouer au football jusqu'à son accident.
C'est à l'âge de 17 ans, le 30 juin 1988, qu'il est victime d'un accident de baignade à Brumath qui le rendra tétraplégique. Grâce à la chance et à sa force de caractère, il est aujourd'hui tétraplégique incomplet.
Lors de sa rééducation au centre de réadaptation du boulevard Clemenceau à Strasbourg, il rencontrera Charles Trog qui lui annoncera l'ouverture d'une section de tir à Ostwald.  
Depuis tout petit il est attiré par le tir dans les fêtes foraines, c'est donc tout naturellement qu'il se lance dans l'aventure. Quatre années seulement après avoir débuté il décroche son premier titre de champion de France.
Fidèle à son club (ST Ostwald), Raphaël Voltz y est aujourd'hui encore licencié.

## Jeux paralympiques

### Sydney (2000)
Raphaël Voltz a remporté une médaille de bronze à Sydney en 2000.

### Athènes (2004)
En raison d'une modification du règlement international qui oblige les candidats aux jeux paralympiques à participer à toutes les compétitions internationales, et voulant céder sa place à des nouveaux venus, il n'a pas pu participer aux jeux paralympiques d'Athènes en 2004.

### Pékin (2008)
Double vice-champion paralympique à Pékin dans la catégorie R4 (tir à dix mètres, sans appui sur les coudes) et R5 (tir à dix
mètres avec appui sur les coudes).
Le 9 septembre 2008, dans la compétition mixte couché R5-SH2, Raphaël Voltz remporte une médaille d'argent derrière le sud-coréen Lee Ji-Seok et devance le néozélandais Michael Johnson avec un score de 705.1 points.
Le 11 septembre il remporte une seconde médaille d'argent dans la discipline mixte debout R4 SH2 avec un score de 598 points.

### Londres (2012)
Raphaël Voltz remporte la médaille d'argent en carabine à 10 mètres couché dans la catégorie R5,.

## Palmarès

### Jeux paralympiques
- Médaillé d'argent paralympique (Londres, 2012)
- Double médaillé d'argent paralympique (Pékin, 2008)
- Médaillé de bronze et 5e aux Jeux Paralympiques (Sydney, 2000)

### Championnat du Monde
- Double champion du monde, médaille d’argent au 50 m couché, médaillé de bronze par équipe (2010)
- Champion du monde par équipe et 3e en individuel (2006)

### Championnat d'Europe
- Champion d'Europe 10 m (2007)
- Champion d'Europe 10 m (2006)
- Champion d'Europe 10 m (2005)
- 4e aux Championnats d'Europe 10 m (2001)

### Championnat de France
- 26 titres de champion de France
- 11 titres de vice-champion de France
- Détenteur de tous les record de France des disciplines R4, R5 (10 m), R9 et F12 (50 m)

## Autres activités
En dehors de sa pratique sportive de prédilection, Raphaël Voltz pratique également le basket-ball, tennis et le tennis de table.
Pour se détendre, il aime également passer de nombreuses heures au bord de l'eau. Pour ce grand passionné de pêche, « C'est un excellent exercice pour la concentration » dit-il.